# Offord D'Arcy
Offord D'Arcy är en ort i civil parish Offord Cluny and Offord D'Arcy, i distriktet Huntingdonshire, Storbritannien. Den ligger i distriktet Huntingdonshire i grevskapet Cambridgeshire i riksdelen England, i den sydöstra delen av landet, 90 km norr om huvudstaden London. Offord D'Arcy ligger 17 meter över havet. Offord D Arcy var en civil parish fram till 2010 när blev den en del av Offord Cluny and Offord D'Arcy. Civil parish hade 747 invånare år 2001. Byn nämndes i Domedagsboken (Domesday Book) år 1086, och kallades då Upforde/Opeforde.
Terrängen runt Offord D'Arcy är platt. Runt Offord D'Arcy är det ganska tätbefolkat, med 160 invånare per kvadratkilometer. Närmaste större samhälle är Huntingdon, 5,7 km norr om Offord D'Arcy. Trakten runt Offord D'Arcy består till största delen av jordbruksmark.